# Mormolucoides articulatus
Mormolucoides articulatus is een uitgestorven keversoort uit de familie Colymbotethidae. De wetenschappelijke naam van de soort is voor het eerst geldig gepubliceerd in 1858 door Edward Hitchcock in zijn werk Ichnology of New England aan de hand van fossielen die waren gevonden langs de oevers van de Connecticut.